# Somiant en negre
Somiant en negre (títol original en anglès, Dreaming Whilst Black) és una sèrie de televisió de comèdia britànica escrita i protagonitzada per Adjani Salmon. Difós originalment per la web, el pilot de televisió (2021) es va convertir en una sèrie, que es va emetre a BBC Three a partir del 24 de juliol de 2023. El febrer de 2024 es va encarregar una segona temporada. S'ha subtitulat al català per a FilminCAT.

## Producció

### Desenvolupament
La websèrie va començar el 2018. El 2021 es va emetre el pilot de sèrie a BBC Three i va rebre un premi BAFTA Craft per "talent emergent: ficció" el 2022 i el premi Breakthrough 2022 de la Royal Television Society. El pilot va ser dirigit per Sebastian Thiel amb productors de Big Deal Films, com Gina Lyons, Thomas Stogdon, Dhanny Joshi, Nicola Gregory i el mateix Salmon.
La sèrie completa està coproduïda per A24 i Big Deal Films. Coescrita per Ali Hughes, els productors de la sèrie inclouen Natasha Jatania, Laura Seixas, Max Evans, Chadley Richards i el mateix Salmon.
El febrer de 2024 van encarregar una segona temporada.

### Repartiment
El repartiment inclou Demmy Ladipo i Rachel Adedeji del pilot original. El càsting de la sèrie també inclou Babirye Bukilwa, Martina Laird, Roger Griffiths i Jo Martin. El juny de 2023, també van anunciar que Will Hislop, Jessica Hynes, Akemnji Ndifornyen, Isy Suttie, Peter Serafinowicz, Steve Furst i Ovie Soko formarien part del repartiment.

## Emissió
La sèrie es va emetre a BBC Three a partir del 24 de juliol de 2023. Als Estats Units, la sèrie es va emetre a Paramount+ a partir del 8 de setembre de 2023 i a Showtime a partir del 10 de setembre de 2023.